# 신이 된 날
《신의 된 날》(神様になった日 가미사마니 낫타 히[*])는 Key, 애니플렉스, P.A.WORKS가 제작한 일본의 애니메이션이다. 2020년 10월부터 12월까지 TOKYO MX 등에서 방영되었다.
원작과 각본은 마에다 준, 캐릭터 원안은 Na-Ga가 담당했다. 《Angel Beats!》, 《Charlotte》에 이어 Key·애니플렉스·P.A.WORKS가 제작한 세 번째 오리지널 애니메이션이다. 감독은 전작과 같은 아사이 요시유키가 맡았고, 메인 히로인 히나 역은 전작에서 토모리 나오 역을 담당했던 사쿠라 아야네가 담당한다.

## 줄거리
어떤 소녀 사토 히나는 신으로서 눈을 뜨기 시작해, 세계의 끝을 예견해, 한 명의 소년 나루카미 요타를 선택해, 종말의 순간까지 함께 지내며 지켜본다. 히로토의 조사로 히나의 능력이 코오로기 박사가 스스로 개발한 양자 컴퓨터를 로고스 증후군을 치료하기 위해 뇌에 박았던 것임이 판명된다. '인류의 선택'에 의해 양자 컴퓨터가 제거된 히나는 로고스 증후군의 증상이 재발하여 요양소에 격리된다. '세계의 끝'이란 양자 컴퓨터 제거 후의 미래가 보이지 않는 것을 의미하는 것이었다. 히나는 요양소를 나가 요타 일행과 함께 살기를 선택한다.

## 등장인물
나루카미 요타(成神 陽太)
성우 - 하나에 나츠키
본작의 주인공. 대학 수험을 앞둔 고등학교 3학년. 농구부 소속이다. 이자나미를 짝사랑 중이다. 여름방학에 공원에서 히나와 만나, 이후 휘둘러진다. 친절한 성격으로, 여동생의 소라의 자작 영화의 촬영에 협력하거나, 히카리를 도와주거나 한다. 히나가 말하길 시스콘이다.
사토 히나(佐藤 ひな)
성우 - 사쿠라 아야네
본작의 히로인. 수녀같은 옷을 입은 소녀. 외형은 어리지만, 자칭 전지의 신 '오딘'이라고 말한다. 1인칭은 '와시'(わし), '와레'(我). 어느 날 갑자기 요타 앞에 나타나 세계의 끝을 말한다. 미래 예지와 소망을 실현시키는 능력을 가졌다.
병 때문에 부모에게 버려져 7살부터 코오로기 박사에게서 자랐다. 박사가 죽은 뒤 '신비하고 눈에 띄는 모습'으로 나루카미가를 찾아왔다.
이자나미 쿄코(伊座並 杏子)
성우 - 이시카와 유이
요타의 소꿉친구. 요타가 말하길 생일은 8월 29일. 과묵하지만 우등생으로 남자들에게도 인기 있는 미소녀. 어머니를 여의고 나서 내성적인 성격이 되었다. 장래희망은 음향 일을 목표로 하고 있다.
어머니는 병으로 돌아가셨고, 돌아가시기 직전 남편과 쿄코에게 보내는 영상 메시지를 남겼다.
아버지는 번역가로 자택에서 일하며 아내를 잃은 이후 히키코모리에 가깝게 되어 성묘도 가지 않았다.
코쿠호 아슈라(国宝 阿修羅)
성우 - 키무라 료헤이
요타의 절친. 과거 요타와 함께 농구부를 지탱했던 에이스였지만 교통사고로 다리를 다쳐 인터하이 예선에서 패한 것이 아쉬웠다.
나루카미 소라(成神 空)
성우 - 쿠와하라 유우키
요타의 여동생. 학교에서는 영연부에 소속. 항상 텐션이 낮고 어미에 '○○니까~'라고 붙인다. 외형과는 달리 선배인 히카리의 가게를 도와주는 등, 의리와 인정을 소중히 한다.
진구지 히카리(神宮司 ひかり)
성우 - 테루이 하루카
소라가 소속된 영연부의 OG. 아픈 엄마 대신 라면집을 꾸려가고 있다. 경영이 잘 되지 않아 빚에 시달리고 있었지만, 히나와 요타의 힘도 있어 리뉴얼. 금세 인기점이 되었다.
텐간 카코(成神 時子)
성우 - 시마무라 유우
텔레비전의 코멘테이터 등을 맡는 재색겸비의 변호사. 《리베르타스배》라는 자신이 주최하는 변칙 룰인 마작대회에서 요타를 알게 된다. 요타의 실존하지 않는 역할을 차례로 인정해 우승시켜 버리자 출전자와 해설자뿐 아니라 관람을 온 마작 팬들까지 진심으로 어이가 없게 만들었다.
나루카미 토키코(成神 時子)
성우 - 유즈키 료카
요타와 소라의 어머니. 털털한 성격이다. 갑자기 들어온 히나를 먼 친척이기 때문에 흔쾌히 맡는다. 사실은 남편과 함께 코오로기 박사의 제자였으며 박사가 죽은 후 사전 약속에 따라 히나를 인수하였다.
나루카미 다이치(成神 大地)
성우 - 신가키 타루스케
요타와 소라의 아버지. 토키코와 마찬가지로 히나와의 동거를 깨끗이 받아들인다. 소라와 잘 어울리며 자작영화에 연기자로 자주 출연한다.
스즈키 히로토(鈴木 央人)
성우 - 시게마츠 치하루
천재 해커 소년. 펜릴사의 의뢰로 코오로기 박사에 대해 조사하고 있다. 어렸을 때는 부모에게 학대받으며 해킹으로 돈을 뜯어내는 일을 시켜왔다. 부모님이 돌아가신 뒤 CEO에게 해커로 이용당하게 됐다. 타코야키를 좋아한다. 히나가 없어지고 나서 그 거처를 알리러 갑자기 요타 일행 앞에 나타난다.
CEO
성우 - 이노우에 키쿠코
세계적 IT기업 '펜릴'의 사장. 코오로기 박사의 연구를 조사하기 위해 히로토를 이용하고 있다. 히나의 존재를 알고 나서는 아무것도 모르는 소녀가 무의식적으로 세계를 망칠 위험이 있다고 느껴 히나에게서 칩형 양자컴퓨터를 제거하기로 결의하고 부하들에게 히나를 확보해 오도록 명령해 칩 제거 수술을 실행에 옮겼다. 세계가 파멸하지 않을 것을 첫째로 생각하고, 또 히로토를 이용하는 몸이기는 하지만 히로토의 비참한 과거를 동정하기도 한다.
오구마 라이타(尾熊雷太)
성우 - 마츠다 켄이치로
CEO의 지시로 히로토의 감시역을 맡고 있다. 또 히로토의 운전사도 맡고 있었다. 히나로부터 칩형 양자 컴퓨터를 제거하는 것에 히로톡 반대했을 때는 히나의 신병을 억제할 때까지 부하와 협력해 히로토를 개인실에 감금했다.
타카조 조지로(高城 丈士朗)
성우 - 미즈시마 타카히로 (우정출연)
제6화에서 여름 축제에 와 있던 청년. 히나에게 로리콘 불려 놀라서 도망친다.
본작과 같은 마에다 준과 P.A.WORKS가 제작한 애니메이션 《Charlotte》의 등장인물. 타카조가 착용한 셔츠에는 같은 작품의 캐릭터 니시모리 유사가 프린트되어 있다.
대금점(貸金屋)
성우 - 타케우치 에이지
히카리의 가게에 30%의 터무니없는 이자를 들이대며 괴롭혔던 빚쟁이. 히나와 요타의 책략으로 복수를 당해 잠적했다. 그 후, 7화에서 소라가 제작하는 영화의 스태프 중 한 명으로 재등장. 나쁜 일에서는 손을 떼고 성격도 둥글어졌다. 또, 엔딩의 스태프롤도 '전대금점'(元貸金屋)으로 바뀌었다.
사토 토시토쿠(佐藤 歳徳)
성우 -호시노 마츠아키
히나의 아버지이자 의사. 히나의 어머니인 아내를 잃은 뒤, 이즈즈(五十鈴, 성우 - 카와스미 아야코)라는 여성과 재혼해, 두 아이와 살고 있다. 중증 장애인 '로고스 증후군'을 가지고 태어난 히나 탓으로 가정이 망가지는 것을 두려워해 7살 히나를 떼어내 코오로기 슈이치로에게 맡겼다. 건강한 히나를 데려온 요타에게 "어떤 모습이라도 만나고 싶지 않았다"고 거절 의사를 밝혔다.
코오로기 슈이치로(興梠 修一郎)
성우 - 사사키 쇼조
히나의 할아버지로 나루카미 부부의 은사. 정보공학을 전문으로 하는 연구자이지만 연구 대상은 재료공학, 전자공학, 의학, 언어학까지 망라한다. 죽은 후 그 연구의 수수께끼를 히로토가 해킹으로 조사하고 있다.
시바 모토코(司波 素子)
성우 - 나즈카 카오리
히나가 입소한 사나트륨으로 히나를 간호하는 직원. 목소리나 비디오 게임으로 히나에게 자극을 주는 요타를 경계한다. 12년 전 장애가 있는 여아를 출산하지만 치료를 위해 떨어져 애정을 쏟지 못한 채 세상을 떠난 것을 후회하며 현재의 직장을 얻었다. 그래서 자신의 아이와 마찬가지로 장애를 가진 아이를 구하는 데 집착하고 있는 면도 있다.

## 스태프
- 원작·각본 - 마에다 준
- 캐릭터 원안 - Na-Ga
- 감독 - 아사이 요시유키
- 캐릭터 디자인·총작화 감독 - 니이 마나부
- 색채 설계 - 나카노 나오미
- 미술 감독 - 스즈키 쿠루미
- 촬영 감독 - 카지와라 유키요
- 3D 감독·3DCG·3D 모델링 - 스즈키 하루키
- 편집 - 타카하시 아유무
- 음향 감독 - 이이다 사토키
- 음악 - MANYO, 마에다 준
- 프로듀서 - 토바 요스케, 니시데 마사유키, 츠지 미츠히토
- 애니메이션 프로듀서 - 야마모토 히카루
- 애니메이션 제작 - P.A.WORKS
- 제작 - 애니플렉스, ABC 애니메이션, 비주얼 아츠, TOKYO MX, BS11, 메~테레, 무빅, P.A.WORKS

## 주제가
너라는 신화(君という神話)
오프닝 테마. 노래 - 야나기나기/ 작사·작곡 - 마에다 준/ 편곡 - MANYO
Goodbye Seven Seas
엔딩 테마. 노래 - 야나기나기/ 작사·작곡 - 마에다 준/ 편곡 - MANYO
보물이 된 날(宝物になった日)
제5화 삽입곡. 노래 - 야나기나기/ 작사·작곡 - 마에다 준/ 편곡 - MANYO
여름의 고요함(夏凪ぎ)
제9화 삽입곡. 노래 - 야나기나기/ 작사·작곡 - 마에다 준/ 편곡 - MANYO

## 방영 목록
| 화수   | 제목                             | 그림 콘티           | 연출                                        | 작화 감독 | 방송일           |
| ------ | -------------------------------- | ------------------- | ------------------------------------------- | --- | ---------------- |
| 제1화  | 降臨の日 강림의 날               | 아사이 요시유키     | 아베 유리코                                 | 코지마 아스카 야마가타 하루카                                                                                          | 2020년 10월 11일 |
| 제2화  | 調べの日 조사의 날               | 아사이 요시유키     | 타카무라 아키라                             | 스기미츠 노보루 | 10월 18일        |
| 제3화  | 天使が堕ちる日 천사가 타락한 날  | 마츠바야시 타다히토 | 마츠바야시 타다히토                         | 오노 카즈미 오가사와라 유우 오자와 마도카 박애리 이부희                                                                | 10월 25일        |
| 제4화  | 闘牌の日 투패의 날               | 우에노 소타         | 우에노 소타                                 | 코지마 아스카 미야시타 유지 오자와 마도카 박애리 신민섭 신형식 이상진 김석영                                           | 11월 1일         |
| 제5화  | 大魔法の日 대마법의 날           | 시노하라 토시야     | 아베 유리코                                 | 코지마 아스카 미야시타 유지                                                                                            | 11월 8일         |
| 제6화  | 祭の日 축제의 날                 | 후쿠다 미치오       | 키츠나이 료타                               | 카와츠라 코스케 | 11월 15일        |
| 제7화  | 映画撮影の日 영화 촬영의 날      | 아사이 요시유키     | 타카하시 마사노리 타카하시 아키라           | 이토 유키 코지마 아스카 미야시타 유지 박애리 김석영 신형식                                                             | 11월 22일        |
| 제8화  | 海を見にいく日 바다를 보러 간 날 | 후쿠다 미치오       | 아베 유리코                                 | 이부희 정은희 엄익현                                                                                                   | 11월 29일        |
| 제9화  | 神殺しの日 신을 죽인 날          | 스즈키 켄이치       | 스가누마 후미히코                           | 카와츠라 코스케 스기미츠 노보루 오자와 마도카 신민섭 신형식 이상진 김석영                                              | 12월 6일         |
| 제10화 | 過ぎ去る日 지나간 날             | 시노하라 토시야     | 타카무라 아키라                             | 코지마 아스카 미야시타 유지 이토 유키 박애리 정은희 김민선 이지현 류승철 송현주 한은미                                 | 12월 13일        |
| 제11화 | 遊戯の日 유희의 날               | 안도 마사히로       | 마츠바야시 타다히토                         | 카와츠라 코스케 스기미츠 노보루 오자와 마도카 사코에 사라 이상진 신형식 신민섭 김석영                                  | 12월 20일        |
| 제12화 | きみが選ぶ日 네가 '선택'한 날    | 아사이 요시유키     | 아베 유리코 스가누마 후미히코 키츠나이 료타 | 카와츠라 코스케 코지마 아스카 스기미츠 노보루 미야시타 유지 이토 유키 우진우 박애리 정은희 김석영 신형식 신민섭 이상진 | 12월 27일        |

## 관련 프로그램
Web 라디오
본 방송에 앞서 원작·각본의 마에다 준에 의한 Web 라디오 '마에다 준의 살벌 RADIO'가 《Angel Beats!》 《Charlotte》에 이어 2020년 7월 25일에 공식 사이트에서 공개되었다.
또한 사토 히나 역의 사쿠라 아야네와 나루카미 요타 역의 하나에 나츠키에 의한 Web 라디오 〈신이 된 라디오〉가, 2020년 10월 16일부터 2021년 4월 2일까지 온센에서 격주 금요일에 공개되었다.

## 만화
웹코믹 사이트 〈ComicWalker〉, 〈니코니코 정화〉 내의 《전격 G's 매거진》(KADOKAWA) 브랜드에서 2020년 11월 14일부터 2022년 1월 25일까지 연재되었다. 작화는 ZEN.
- ZEN(작화), 마에다 준(원작·각본), Na-Ga(캐릭터 원안) 《신이 된 날》 KADOKAWA 〈전격 코믹 NEXT〉, 전 2권
  1. 2021년 5월27일 발매[7], ISBN 978-4-04-913721-7
  2. 2022년 2월 26일 발매[8], ISBN 978-4-04-914109-2